# Liu Jinfeng
Liu Jinfeng (chiń. 刘金凤; ur. 3 lipca 1977 w Dalian) – chińska biathlonistka. W Pucharze Świata zadebiutowała 16 grudnia 1995 roku w Anterselvie, zajmując 51. miejsce w biegu indywidualnym. Nigdy nie zdobyła pucharowych punktów, jednak 9 marca 1997 roku w Nagano wspólnie z Yu Shumei, Sun Ribo i Liu Xianying zajęła trzecie miejsce w sztafecie. W 1984 roku wystąpiła na mistrzostwach świata w Anterselvie, gdzie zajęła 51. miejsce w biegu indywidualnym, szósta w biegu drużynowym, 41. miejsce w sprincie i dziesiąte w sztafecie. Podczas rozgrywanych dwa lata później mistrzostw świata w Osrblie, zajmując 44. miejsce w biegu indywidualnym, 48. miejsce w sprincie i trzynaste w sztafecie. Brała też udział w igrzyskach olimpijskich w Nagano w 1998 roku, zajmując siódme miejsce w sztafecie.

## Osiągnięcia

### Igrzyska olimpijskie
| Rok  | Miejscowość | Konkurencje | Konkurencje | Konkurencje | Konkurencje | Konkurencje | Konkurencje | Konkurencje |
| Rok  | Miejscowość | IN          | SP          | PU          | MS          | RL          | MR          | SR          |
| ---- | ----------- | ----------- | ----------- | ----------- | ----------- | ----------- | ----------- | ----------- |
| 1998 | Nagano      | –           | –           | nd.         | nd.         | 7.          | nd.         | –           |

### Mistrzostwa świata
| Rok  | Miejscowość | Konkurencje | Konkurencje | Konkurencje | Konkurencje | Konkurencje | Konkurencje | Konkurencje |
| Rok  | Miejscowość | IN          | SP          | PU          | MS          | RL          | MR          | SR          |
| ---- | ----------- | ----------- | ----------- | ----------- | ----------- | ----------- | ----------- | ----------- |
| 1995 | Anterselva  | 51.         | 41.         | –           | nd.         | 10.         | nd.         | –           |
| 1997 | Osrblie     | 44.         | 59.         | –           | nd.         | 13.         | nd.         | –           |

### Puchar Świata

#### Miejsca w klasyfikacji generalnej
| Sezon     | Miejsce |
| --------- | ------- |
| 1994/1995 | -       |
| 1995/1996 | -       |
| 1996/1997 | -       |
| 1997/1998 | -       |
| 1998/1999 | -       |

#### Miejsca na podium chronologicznie
Liu nigdy nie stanęła na podium zawodów PŚ.